# بن هور: قصه‌ای از مسیح
بن هور  (به انگلیسی: Ben-Hur: A Tale of the Christ) نام یک کتاب ادبی است که توسط لو والاس (به انگلیسی: Lew Wallace)، نویسندهٔ اهل آمریکا در سال ۱۸۸۰ نوشته شده‌است. این کتاب یکی از آثار مشهور ادبی جهان است.